# Mortal Engines Quartet
Mortal Engines Quartet (Máquinas Mortais no Brasil; Engenhos Mortíferos em Portugal) é uma série literária de fantasia escrita pelo autor britânico Philip Reeve.
Uma adaptação cinematográfica do primeiro livro da série, Mortal Engines, foi produzida pela Universal Pictures e lançada em 2018.